# Томич, Владан
Владан Томич (серб. Владан Томић / Vladan Tomić, греч. Βλάνταν Τόμιτς; 18 мая 1967 — 19 октября 2016) — кипрский футболист югославского происхождения, выступавший на позиции полузащитника.

## Биография
Уроженец Шеварице. На ранних этапах карьеры выступал за канадский клуб «Норт-Йорк Рокетс» из Канадской лиги футбола и за «Раднички» из Первой югославской лиги. В 1994 году он уехал на Кипр, где и продолжал свою карьеру в клубах «Арис», «Анортосис» и АЕЛ. Получив местное гражданство, Томич получил также право и играть за сборную Кипра, сыграв 5 встреч. По окончании карьеры работал в Камеруне.
Был женат, воспитал двоих детей. Скоропостижно скончался в возрасте 49 лет после тяжёлой болезни, похоронен в родном селе.

## Достижения
- Чемпион Кипра: 1997/1998, 1998/1999, 1999/2000 (все — «Анортосис»)
- Обладатель Кубка Кипра: 1997/1998 («Анортосис»)
- Обладатель Суперкубка Кипра: 1998, 1999 (все — «Анортосис»)